# Erftstadt
Erftstadt − miasto w Niemczech, w kraju związkowym Nadrenia Północna-Westfalia, w rejencji Kolonia, w powiecie Rhein-Erft. W 2010 miasto liczyło 50 533 mieszkańców.

## Współpraca
Miejscowości partnerskie:
- Jelenia Góra, Polska
- Viry-Châtillon, Francja
- Wokingham, Wielka Brytania
- Panketal, Niemcy (Brandenburgia).